# Дан Маккафърти
Дан Маккафърти (на английски: William 'Dan' McCafferty) е вокалист на британската хардрок група Назарет.
Маккафърти е от основателите на Назарет, която е създадена през 1968 г. Участва във всички албуми на групата. Издава два солови албума – „Dan McCafferty“ (1975) и „Into The Ring“ (1987).